# Sapijat Achmedowna Magomedowa
Sapijat Achmedowna Magomedowa (russisch Сапият Ахмедовна Магомедова, * 11. Februar 1979 in Artluch) ist eine Bürgerrechtlerin und Rechtsanwältin aus Dagestan.

## Leben
Magomedowa arbeitet in der Stadt Chassawjurt für die Anwaltskanzlei Omarow und Partner. Sie tritt trotz persönlicher Rückschläge, wie dem Tod ihres Vaters und der Verhaftung ihres Bruders, unermüdlich für die Rechte ihrer Mandanten ein. Sie arbeitete sieben Jahre lang ohne Urlaub, um sich voll dem Engagement für die Menschenrechte zu widmen.

## Wirken
Als Menschenrechtsanwältin setzt sich Magomedowa für Opfer von Menschenrechtsverletzungen in Dagestan ein. Sie vertritt Mandanten in Fällen, die Folter, unrechtmäßige Verhaftungen und Misshandlungen durch Polizei und Sicherheitskräfte betreffen. Einige dieser Fälle brachte sie bis vor den Europäischen Gerichtshof für Menschenrechte.
Aufgrund ihrer Arbeit wurde sie mehrfach bedroht und eingeschüchtert. Am 17. Juni 2010 wurde sie von Polizisten im Polizeipräsidium von Chassawjurt bewusstlos geschlagen, als sie versuchte, Zugang zu einem inhaftierten Mandanten zu erhalten. Ihre Verletzungen wurden im Krankenhaus behandelt, doch ein Gerichtsmediziner weigerte sich aus Angst, ihre Verletzungen zu dokumentieren. Die Ermittlungen zu diesem Vorfall führten zu keinen Verurteilungen, was von Menschenrechtsorganisationen kritisiert wurde.

## Auszeichnungen
Für ihr Engagement wurde Magomedowa mehrfach ausgezeichnet. Im Jahr 2012 erhielt sie den Per-Anger-Preis, der ihr internationales Ansehen verschaffte und ihr Verhältnis zu den Behörden verbesserte. 2013 wurde ihr der Homo-Homini-Preis der Organisation Člověk v tísni (Menschen in Not) verliehen, den sie im März 2014 in Prag entgegennahm. In ihrer Dankesrede betonte sie die schwierige Situation von Rechtsanwälten, insbesondere von Frauen, im Nordkaukasus und appellierte an die Notwendigkeit zur Verteidigung der Menschenrechte und zur Überwindung der Korruption.